# Rágol (kommunhuvudort)
Rágol är en kommunhuvudort i Spanien.   Den ligger i provinsen Provincia de Almería och regionen Andalusien, i den södra delen av landet, 400 km söder om huvudstaden Madrid. Rágol ligger 413 meter över havet och antalet invånare är 380.
Terrängen runt Rágol är kuperad åt sydost, men åt nordväst är den bergig. Rágol ligger nere i en dal som går i öst-västlig riktning. Runt Rágol är det ganska glesbefolkat, med 28 invånare per kvadratkilometer. Närmaste större samhälle är Vícar, 18,5 km söder om Rágol. I omgivningarna runt Rágol växer i huvudsak buskskog.